# ギ酸塩

ギ酸イオンの構造

ギ酸塩（ギさんえん、formate）はギ酸イオン（CHOO− or HCOO−）を含む化合物の総称である。IUPAC命名法に従い、メタン酸塩（methanoate）とも呼ばれる。ギ酸イオンは最も単純なカルボン酸イオンである。英語のformateおよびmethanoateは、ギ酸塩およびメタン酸塩の他、エステルのことも指す。

## 主なギ酸塩
- ギ酸ナトリウム
- ギ酸セシウム